# Anton David Jeftha
Anton David Jeftha (ur. w Kapsztadzie) – południowoafrykański aktor filmowy i telewizyjny, prezenter i model.

## Wybrana filmografia
- 2009: Kontra: Operacja Świt (Strike Back) jako Ben Mossad Assassin
- 2012: Mankind the Story of All of Us jako Samoset
- 2013: Wyścig śmierci 3: Piekło (Death Race: Inferno) jako Jackal
- 2013: SAF3 jako Gabe
- 2014: Homeland jako Sierżant Mullen
- 2015: Bagels & Bubbels jako Jonathan
- 2014-2015: Dominion jako Furiad
- 2015: Saints & Strangers jako Pecksuot
- 2015: Jamillah and Aladdin jako SimSim